# فلاديمير كيريف
فلاديمير كيريف (بالروسية: Киреев, Владимир Владимирович)‏ هو لاعب كرة قدم روسي في مركز الوسط، ولد في 7 يناير 1972 في نيجني نوفغورود في Principality of Gorodets ‏. لعب مع FC Gornyak ‏.